# Референдум в Донецкой и Луганской областях 1994 года
27 марта 1994 года в Донецкой и Луганской областях прошёл референдум, формально названный «совещательным опросом», одновременно с парламентскими выборами на Украине. Население проголосовало за признание русского языка вторым государственным, автономию Донбасса, и усиление геополитических связей с Россией.

## Результаты волеизъявления в Донецкой области
Результаты голосования в Донецкой области были следующими.
1. Согласны ли вы с тем, чтобы Конституция Украины закрепила федеративно-земельное устройство Украины?
  - За — 79,69 %
  - Против — 15,02 %
  - Недействительных бюллетеней — 5,29 %
  - Без учёта недействительных бюллетеней: за — 84,14 %
2. Согласны ли вы с тем, чтобы Конституция Украины закрепила функционирование русского языка в качестве государственного языка Украины наряду с государственным украинским языком?
  - За — 87,16 %
  - Против — 8,54 %
  - Недействительных бюллетеней — 4,30 %
  - Без учёта недействительных бюллетеней: за — 91,08 %
3. Согласны ли вы с тем, чтобы на территории Донецкой (Луганской) области языком работы, делопроизводства и документации, а также образования и науки был русский язык наряду с украинским?
  - За — 88,98 %
  - Против — 6,86 %
  - Недействительных бюллетеней — 4,15 %
  - Без учёта недействительных бюллетеней: за — 92,84 %
4. Вы за подписание Устава СНГ, полноправное участие Украины в экономическом союзе, в межпарламентской ассамблее государств СНГ? (в 1994 году это было синонимом евразийской интеграции)
  - За — 88,72 %.
  - Против — 6,82 %
  - Недействительных бюллетеней — 4,45 %
  - Без учёта недействительных бюллетеней: за — 92,86 %

Явка на опросе составила 72 %.

## Результаты волеизъявления в Луганской области
Результаты голосования в Луганской области были следующими:
1. Согласны ли вы с тем, чтобы Конституция Украины закрепила функционирование русского языка в качестве государственного языка Украины наряду с государственным украинским языком?
  - За — 90,38 %
  - Против — 5,04 %
  - Недействительных бюллетеней — 4,58 %
  - Без учёта недействительных бюллетеней: за — 94,72 %
2. Согласны ли вы с тем, чтобы на территории Луганской области языком работы, делопроизводства и документации, а также образования и науки был русский язык наряду с украинским?
  - За — 90,91 %
  - Против — 4,51 %
  - Недействительных бюллетеней — 4,58 %
  - Без учёта недействительных бюллетеней: за — 95,27 %
3. Вы за подписание Устава СНГ, полноправное участие Украины в экономическом союзе, в межпарламентской ассамблее государств СНГ? (в 1994 году это было синонимом евразийской интеграции).
  - За — 90,74 %
  - Против — 4,54 %
  - Недействительных бюллетеней — 4,72 %
  - Без учёта недействительных бюллетеней: за — 95,24 %

Вопрос о «федерально-земельном устройстве Украины» на луганском опросе не ставился. Явка на опросе составила 75 %.